# Roeboides dientonito
Roeboides dientonito és una espècie de peix de la família dels caràcids i de l'ordre dels caraciformes.

## Morfologia
- Els mascles poden assolir 6,8 cm de llargària total.[5]

## Hàbitat
Viu en zones de clima tropical.

## Distribució geogràfica
Es troba a Sud-amèrica: llac Maracaibo, conca del riu Orinoco i rius del nord-oest de la Guaiana.